# Kati-Claudia Fofonoff
Kati-Claudia Fofonoff (Ivalo, 8 décembre 1947 - 12 juin 2011) est une poétesse et traductrice finlandaise en same skolt et finnois. Ses œuvres ont été traduites à diverses langues comme le norvégien ou l'islandais.

## Œuvre
- Parnasso 2 1982 (poèmes en finnois)
- Koparat: joulukoparat 1987 (poèmes en finnois)
- Paatsjoen laulut - Pââšjooǥǥ laulli 1988-1989 (livre et cassette)
- Jânnam muttum nuuʹbbiooʹri 1998 (poèmes sami de Skolt)
- Vuämm Jeeʹelvueiʹvv. Mainnâz. 2004
- Vanha jäkäläpää 1-2 2005 (CD)
- Suonikylän poluilta 1-3 2005 (CD)

## Traductions
- Antoine de Saint-Exupéry: Uʹcc priinsâž 2000 (Le Petit Prince en sami de Skolt)